# Siphonophora modiglianii
Siphonophora modiglianii är en mångfotingart som beskrevs av Filippo Silvestri 1895. Siphonophora modiglianii ingår i släktet Siphonophora och familjen Siphonophoridae. Inga underarter finns listade i Catalogue of Life.